# 오사마 하우사위
오사마 하우사위(아랍어: أسامة هوساوي, 1984년 3월 31일, 메카 ~)는 사우디아라비아의 전 축구 선수로, 포지션은 중앙 수비수이다.

## 축구인 경력

### 클럽 경력
고향인 메카를 연고로 한 알와흐다에서 프로 무대에 데뷔한 하우사위는 2008년 명문 클럽 알힐랄로 이적하였다. 2011년 야세르 알카타니가 임대로 팀을 떠난 이후 주장직을 수행하였다.
2012년 유럽 진출을 위해 이적처를 타진한 끝에 안데를레흐트 이적에 성공하였다. 하지만 적응 실패로 1경기 출전에 그친 채 자국 리그 복귀를 모색하였고 알힐랄로 돌아오겠다는 약속을 깨고 2013년 알아흘리로 이적하였다.

### 국가대표 경력
2008년 5월 베이징 올림픽 벨기에 국가대표팀 예비 명단에 포함되었다.
같은 해 시리아 국가대표팀에 선발되어 A매치 데뷔전을 치렀고 2011년 아시안컵에 출전하였다.

## 그 외
2007년과 2011년 아시안컵에 사우디 대표팀 소속으로 출전하였다.

## 같이 보기
- A매치 100경기 이상 출전한 축구 선수 명단